# Лере (кантон, Шер)
Лере́ (фр. Léré) — кантон во Франции, находится в регионе Центр, департамент Шер. Входит в состав округа Бурж.
Код INSEE кантона — 1816. Всего в кантон Лере входят 7 коммун, из них главной коммуной является Лере.

## Коммуны кантона
| Коммуна               | Население, чел. (1999) | Почтовый индекс | Код INSEE |
| --------------------- | ---------------------- | --------------- | --------- |
| Бельвиль-сюр-Луар     | 1 088                  | 18240           | 18026     |
| Бульре                | 1 421                  | 18240           | 18032     |
| Лере                  | 1 296                  | 18240           | 18125     |
| Савиньи-ан-Сансер     | 1 023                  | 18240           | 18246     |
| Сантранж              | 369                    | 18240           | 18243     |
| Сент-Жем-ан-Сансерруа | 416                    | 18240           | 18208     |
| Сюри-пре-Лере         | 509                    | 18240           | 18257     |

## Население
Население кантона на 1999 год составляло 6 122 человека.
| 1962  | 1968  | 1975  | 1982  | 1990  | 1999  | 2006 | 2007 |
| ----- | ----- | ----- | ----- | ----- | ----- | ---- | ---- |
| 4 528 | 4 758 | 4 499 | 4 840 | 5 855 | 6 122 | -    | -    |